# 54 (filme)
54 é um filme estadunidense de 1998, sobre o Studio 54 , uma famosa boate em Nova York, escrito e dirigido por Mark Christopher e estrelado por Ryan Phillippe, Salma Hayek, Neve Campbell e Mike Myerscomo Steve Rubell , co-fundador do clube. Antes de seu lançamento em 1998, o filme foi extensivamente refilmado e recortado, e depois lançado com uma reação crítica ruim, mas uma bilheteria um tanto respeitável. Em 2008, uma versão pirata do corte do diretor foi exibida no Outfest , levando ao interesse pelo seu lançamento. Em 2015, Christopher e Miramax estrearam uma nova edição do filme no Festival Internacional de Cinema de Berlim , com 45 minutos de material original restaurado e 30 minutos de refilmagens de estúdio removidas. 

## Elenco
- Ryan Phillippe... Shane O'Shea
- Salma Hayek... Anita Randazzo
- Neve Campbell... Julie Black
- Mike Myers... Steve Rubell
- Sela Ward... Billie Auster
- Mark Ruffalo... Ricko
- Michael York... Embaixador
- Lauren Hutton... Liz Vangelder
- Breckin Meyer as Greg Randazzo
- Mark Ruffalo as Ricko